# Joy Air

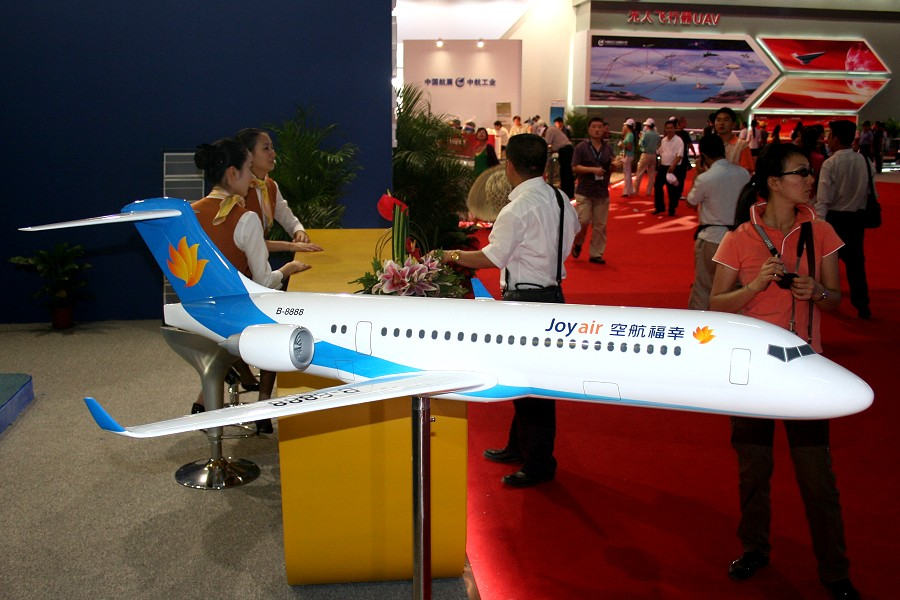
ARJ-21 de Joy Air

Joy Air est une  compagnie aérienne régionale  chinoise lancée conjointement par China Eastern Airlines et AVIC I le 28 mars 2008. Joy Air est basée à Xi'an. Son capital de lancement est de 1 milliard de RMB. Une lettre d'intention pour l'acquisition de 10 ARJ21 a été signée lors du lancement de la compagnie.

## Flotte
La compagnie prévoit d'avoir une flotte composée exclusivement d'appareils chinois ARJ21 et MA60 avec lesquels elle desservira des aéroports régionaux dans l'ouest de la Chine, avec des connexions vers les vols de sa maison mère China Eastern Airlines. 
À terme Joy Air prévoit d'avoir 50 ARJ21 et 50 MA60.